# Józef Cichiński
Józef Cichiński (biał. Язэп Фларыянавіч Ціхінскі; ur. 28 września 1842 w powiecie rohaczowskim, guberni mohylewskiej na Białorusi, zm. prawdopodobnie w 1922 w powiecie Rohaczowskim guberni Gomielskiej) – białoruski leksykograf. Stworzył największy słownik języka białoruskiego w drugiej połowie XIX – początku XX wieku. Był korespondentem białoruskiej gazety „Nasza Niwa”, jedynym na powiat Czerykowski.
Posługiwał się pseudonimami literackimi Jazep Buraczok i Buraczok.

## Życiorys
Był synem Floriana i Antoniny z Cichińskich, pochodził z rodziny szlacheckiej. Został ochrzczony w kościele w Antuszach. Jego matka posiadała wioskę w powiecie Rohaczowskim.
Pracował jako drobny urzędnik w Mohylewskiej pałacie majetności państwowych w latach 1862–1864. Tu zastał go wybuch powstania styczniowego. Cichiński w nim udziału nie brał, ale stracił pracę ze względu na swoje polskie pochodzenie.
25 stycznia 1867 Mohylewska kontrolna pałata wysłała do gubernatora mohylewskiego prośbę o zezwoleniu na pracę byłego urzędnika Cichińskiego. Gubernator wyraził zgodę, potem się pogodziło Ministerstwo Spraw Wewnętrznych. Lecz nie znaleziono informacji o jego dalszej karierze urzędniczej.
W następnym roku wziął ślub w kościele Worodzkowkim z Ludmiłą Janowską z dworu Prusin (powiat Czerykowski, guberni Mohylewskiej). Miał z żoną córkę Jadwigę (1869–1956) i syna Kazimierza (1871–1919).
Prawie do końca życia mieszkał w Prusinie.
Zmiany po rewolucji w Rosji wywarły duży wpływ na życie Cichińskiego. Pracując ze słownikiem, utracił wzrok i został starym i bezradnym człowiekiem.
21 stycznia 1922 roku Rada Komisarzy Ludowych BSRR postanowiła wypłacić Cichińskiemu, który się znalazł w trudnej sytuacji życiowej, 1 mln rubli. Nie ma informacji o tym, czy te pieniądze były mu przekazane.

## Bełaruska-polska-rasijski słoŭnik
Pracował nad swoim słownikiem około 30–40 lat. Zdołał zarejestrować około 200 tys. leksemów i ich wariantów. Wszystkie materiały zajmowały ok. 10 tys. stron. Słownik odzwierciedlał białoruską leksykę różnych warstw społecznych. Białoruska leksyka zapisana jest łacińskimi literami i w razie konieczności transkrybowana cyrylicą. Wykorzystanie łacinki spowodowało odejście od sztucznego podawania białoruskich leksemów gwarowych zgodnie z pisownią rosyjską, co podnosi walory słownika ze względu na lepsze odzwierciedlenie wymowy białoruskiej. W 1921 r. krewni autora sprzedali rękopis przedstawicielowi Komisariatu Oświaty Ludowej BSRR w Moskwie.
W latach 30. słownik był przygotowany do druku w 16 tomach, jednak zaginął podczas II wojny światowej. Zachowała się tylko jego część zawierająca ok. 125 tys. leksemów.
Słownik ma układ trzech kolumn zawierających kolejno leksemy białoruskie, polskie i rosyjskie. Układ hasła słownikowego jest następujący: nazwa (w części białoruskiej zaznaczony akcent), synonimy i warianty leksykalne (jeśli takowe istnieją), tłumaczenie, ilustracja tekstowa. Synonimy oraz warianty fonetyczne i słowotwórcze podane są w porządku alfabetycznym pod hasłem słownikowym, a następnie – w dalszej części słownika – umieszczone również alfabetycznie z odesłaniem do leksemu podstawowego. W części polskiej i rosyjskiej synonimów i wariantów nie ma. Szczególne znaczenie mają nazwy onomastyczne, mitologiczne, nazwiska znanych osób oraz nazwy własne.
W niewielkiej przedmowie do słownika Cichiński wymienił szereg fonetycznych osobliwości języka białoruskiego: akanie, dysymilatywne akanie północno-wschodniej części Białorusi, jakanie, zwężenie e do i w części południowo-zachodniej, dyftong ou wokół Wołkowyska, wymowa –cca w czasownikach zwrotnych z powolnym przechodzeniem w kierunku zachodnim w –c’c’a, -cs ’, a i – csa.
Wśród niedociągnięć słownika Cichińskiego można wymienić: brak kwalifikatorów gramatycznych czy obecność kalk z języka polskiego. Najgorzej opracowana jest część rosyjska, co świadczy o słabej znajomości języka rosyjskiego autora.
W części polskiej z kolei zostały odzwierciedlone cechy polszczyzny kresowej: brak miękkości asymilacyjnej spółgłosek syczących, akanie, rozłożona wymowa samogłosek nosowych oraz duża liczba pożyczek leksykalnych i syntaktycznych z języka białoruskiego.
Białorusko-polsko-rosyjski słownik J. Cichińskiego powstawał w trudnym dla języka białoruskiego okresie, gdy prawie w ogóle nie było szeroko znanych utworów literackich, więc można powiedzieć, że badacz postawił przed sobą niemal nieosiągalne zadanie – opracowanie słownika białoruskiego słownika języka literackiego, którego jeszcze wówczas nie bprzed sobą niemal nieosiągalne zadanie – opracowanie słownika białoruskiego słownika języka literackiego, którego jeszcze wówczas nie było. Musiał jednocześnie prowadzić prace leksykograficzne i kodyfikacyjne w celu podniesienia języka ludowego do stanu języka literackiego.

## Współpraca z gazetą „Nasza Niwa”
10 (23) października 1906 r. ukazał się pierwszy numer gazety „Nasza Niwa”, co zapoczątkowało nowy, naszaniǔski okres ruchu białoruskiego. Cichiński został prenumeratorem gazety i jej korespondentem. W latach 1909–1912 na łamach wydania były wydrukowane trzy jego komunikaty. Ten obszarnik również rozpowszechniał coroczne kalendarzy „Naszej Niwy”, bardzo popularne wśród włościan-białorusinów.